# Börsenusance
Unter Börsenusancen versteht man Handelsbräuche, die auf einer einheitlichen, freiwilligen und dauernden Übung (Gewohnheitsrecht) beruhen und der Abwicklung von Börsengeschäften dienen. Börsenusancen und andere Verhaltensregeln wurden überwiegend in schriftliche Börsenordnungen übergenommen. Diese werden von den Börsenräten erlassen (§ 12 Abs. 2 Satz 1 Nr. 1 BörsG).

## Arten der Börsenusancen
Die verschiedenen Stufen des Börsenhandels sind mit Börsenusancen verbunden. Sie liegen bei den Börsen auf und beginnen bei Kauf- und Verkaufsorders des Bankkunden, setzen sich unter den am Börsenhandel Beteiligten während des Parkett- oder Telefonhandels fort und enden bei den Kurszusätzen.

### Usancen bei Kauf- und Verkaufsaufträgen
Der mit Börsenbegriffen nicht vertraute Bankkunde (Privatkunden nach § 67 Abs. 3 WpHG) ist durch Allgemeine Geschäftsbedingungen der Kreditinstitute in Form von Sonderbedingungen für Börsengeschäfte und umfassende persönliche Beratung auf Inhalt, Bedeutung und die Wirkungsweise von spezifischen Börsenbegriffen bei der Ausführung von Börsenaufträgen hinzuweisen. Es handelt sich um Orderzusätze, deren Bedeutung erläuterungsbedürftig ist. Sie betreffen die Ausführungsform der Börsenorder. Die genaue Kenntnis über ihre Wirkungsweise ist entscheidend für die Platzierung von Kauf- oder Verkaufsaufträgen.

### Parketthandel in der Börse
Hierunter werden insbesondere die zwischen Börsenhändlern und Börsenmaklern bekannten Handzeichen während des Parketthandels verstanden, die zur Beschleunigung der Abwicklung von Börsengeschäften eingesetzt werden. Sie dienen der Verständigung über den Kauf oder Verkauf bestimmter Effekten. Diese Form des Börsenhandels wird zuweilen auch als Criée-Handel bezeichnet, weil die Beteiligten sich die Kauf- oder Verkaufsabsichten zurufen (franz. „à la criée“) und/oder sich durch Handzeichen verständigen. Da der Bankkunde an dieser Ablaufphase seiner Börsenorders nicht beteiligt ist, ist seine Kenntnis über die Bedeutung einzelner Handzeichen nicht erforderlich.

### Kurszusätze
Schließlich sind die in den Medien veröffentlichten Börsenkurse mit Kurszusätzen versehen, die ebenfalls erklärungsbedürftig sind. Es handelt sich um Abkürzungen, die zusammen mit dem eigentlichen Börsenkurs veröffentlicht werden und dem Leser weitere Rückschlüsse auf die Kursbildung ermöglichen.

### Anfechtungsfristen
Siehe auch Mistrade-Fristen
Im Gegensatz zu normalen Geschäften verlangt der schnelllebige Kapitalmarkt, dass sehr zeitnah Rechtssicherheit geschaffen wird, ob ein Geschäft Bestand hat oder aufgrund eines Mistrades aufgehoben wird. Aus diesem Grund ist es zeitlich nur in einem sehr begrenzten Rahmen möglich, abgeschlossene Wertpapiergeschäfte rechtlich anzufechten. In einer Orbiter dictum Entscheidung des BGH erlauben Mistrade-Klauseln „die eng befristete Möglichkeit, sich einseitig vom Vertrag zu lösen, wenn das Geschäft zu einem nicht marktgerechten Preis abgeschlossen wurde“.
Nach § 32 der Börsenordnung an der Börse Frankfurt ersetzten die Mistraderegelung die gesetzlichen Anfechtungsfristen nach § 119  BGB. „Sog. Mistrade-Regelungen stellen auch im außerbörslichen Handeln mit Wertpapieren einen Handelsbrauch dar.“

## Entscheidungsgrundlage und Folgen
Die Kenntnis dieser Börsenusancen ist für einen Anleger die wesentlichste Entscheidungsgrundlage, da er nur durch ausreichende Kenntnis über Inhalt und Wirkungsweise dieser Usancen seine Wertpapierorders zielgerichtet und in schadensfreier Form erteilen kann. Wird der Privatkunde nicht oder nicht vollständig über Inhalt und Wirkungsweise von Börsenusancen aufgeklärt, verletzen die Finanzdienstleistungsinstitute nach den § 63 Abs. 7 und § 82 WpHG vertragliche Nebenpflichten, die einen Schadensersatzanspruch des Bankkunden nach § 280 BGB auslösen können.